# Raffinaderij van organische oliën
Onder een raffinaderij van organische oliën wordt een fabriek verstaan die plantaardige en dierlijke oliën en vetten van verontreinigingen ontdoet, teneinde ze geschikt te maken voor verdere toepassingen, zoals menselijke consumptie, brandstof, industriële grondstof en dergelijke.
In geval de oliën en vetten voor menselijke consumptie bedoeld zijn, dienen onaangenaam geurende en smakende stoffen verwijderd te worden. Ook kleur en houdbaarheid van het product worden gewoonlijk verbeterd.

## Proces
Het raffinageproces omvat vaak de volgende stappen:
- Indien het om vetten gaat, worden deze gesmolten, bijvoorbeeld met behulp van stoom.
- Ontzuring geschiedt, na analyse van de grondstof, met behulp van natronloog, waarmee de vrije vetzuren worden verzeept. De zeep vormt met het water een emulsie, die onderaan het vat wordt afgetapt. Ook colloïden worden op deze wijze verwijderd. Deze zogenaamde soapstock kan worden gebruikt bij de bereiding van zeep of vetzuren.
- Bleken vindt plaats door de olie te mengen met bleekaarde of actieve kool. Hierdoor worden de in de olie aanwezige harsen en kleurstoffen geadsorbeerd.
- Met behulp van filterpersen en een doekenfilter wordt de bleekaarde weer van de olie afgescheiden.
- Met behulp van een hoogvacuüm en verhitting door stoom worden de vluchtige bestanddelen verdampt en afgezogen. Het gaat hierbij om aldehyden en ketonen, welke onder meer ontstaan bij het ranzig worden. Ze worden soms als grondstof voor bijvoorbeeld reukstoffen weer opgevangen.

Op deze wijze worden oliën en vetten voor hoogwaardige toepassingen verkregen, vooral geschikt voor menselijke voeding, bijvoorbeeld als grondstof bij margarinefabricage. Voor de fabricage van zeep en smeermiddelen, of voor de verfbereiding, kunnen mindere kwaliteiten worden toegepast.
Een speciale vorm van raffinage was in de negentiende eeuw de bereiding van patentolie, veel gebruikt als brandstof voor verlichting. Hierbij werden stank- en roetvormende bestanddelen verwijderd met behulp van zwavelzuur.